# IV symfonia Mendelssohna
IV symfonia A-dur op. 90, nazywana powszechnie Włoską − symfonia napisana przez niemieckiego kompozytora Feliksa Mendelssohna.
Pracę nad dziełem, podobnie jak nad Szkocką Symfonią oraz uwerturą Hebrydy (Grota Fingala), rozpoczął kompozytor podczas swej podróży po Europie, którą odbył w latach 1829-1831. Inspiracją była barwna atmosfera Włoch. Symfonia Włoska skomponowana została ostatecznie w 1833, a po raz pierwszy wykonana 13 maja tegoż roku w Londynie w Królewskiej Filharmonii.

## Instrumentacja
Utwór został napisany na 2 flety, 2 oboje, 2 klarnety, 2 fagoty, 2 rogi, 2 trąbki, kotły i instrumenty smyczkowe.

## Części symfonii
Symfonia składa się z czterech części:
1. Allegro vivace
2. Andante con moto
3. Con moto moderato
4. Saltarello: Presto

Pierwsza część, mająca formę sonaty, ma charakter radosny. Po niej następuje pełne ekspresji Andante utrzymane w tonacji d-moll, powstałe pod wpływem religijnej procesji, w której uczestniczył kompozytor w Neapolu. Trzecia część to menuet i trio, natomiast finał symfonii (cały napisany w tonacji molowej) wprowadza elementy znane z muzyki tanecznej: rzymskiego saltarello i neapolitańskiej tarantelli.
Zwykle trwa około pół godziny.

## Media
Wykonanie Skidmore College Orchestra Musopen.
- W przypadku problemów z odtwarzaniem zobacz instrukcję obsługi